# Redmi Note 8
Redmi Note 8 – smartfon zaprojektowany i sprzedawany przez firmę Xiaomi i oddzieloną od nich submarkę Redmi. Został zaprezentowany 29 sierpnia 2019, wraz z Redmi Note 8 Pro. Początek jego sprzedaży zaplanowano na 17 września. Smartfon jest następcą Redmi Note 7. Jego nazwa kodowa to ginkgo. Był najlepiej sprzedającym się telefonem z systemem Android w czwartym kwartale 2019 roku.

## Specyfikacja
Redmi Note 8 jest sprzedawany w dwóch wariantach pamięci: 32 GB lub 64 GB. Korzysta on z opracowanego przez Qualcomma ośmiordzeniowego procesora Snapdragon 665, który w zależności od wariantu współpracuje z 3 lub 4 GB RAM-u. Główny aparat to matryca Samsunga o rozdzielczości 48 megapikseli. Przekątna ekranu IPS LCD wynosi 6,39 cala. Telefon działa na bazie autorskiego oprogramowania MIUI 11, które będzie można zaktualizować do MIUI 12.

### Wersje
Model ten dostępny jest w wersji oznaczonej literą T, która przeznaczona jest na rynek globalny, w tym Polskę. Redmi Note 8T został wyposażony w moduł NFC, ale nie posiada diody powiadomień. Jest cięższy o 10 gramów i występuje w innych wariantach kolorystycznych.